# Костелло, Дара
Дара Джеймс Морган Костелло (англ. Dara James Morgan Costelloe; род. 11 декабря 2002, Лимерик, Манстер) — ирландский футболист, вингер клуба «Бернли». Выступает на правах аренды в клубе «Данди».

## Карьера

### «Голуэй Юнайтед»
Футболом начал заниматься в футбольной академии «Эшлинг Аннакоти». В 2017 году футболист присоединился к ирландскому клубу «Голуэй Юнайтед», где стал выступать за юношескую команду в возрастной категории до 17 лет. За основную команду клуба футболист дебютировал 31 августа 2018 года в матче против клуба «Финн Харпс», выйдя на замену на 75 минуте. На следующий день после матча футболист подписал с ирландским клубом свой первый профессиональный контракт. Провёл в дебютном сезоне за клуб 2 матча в Первом дивизионе, результативными действиями не отличившись. 
В начале 2019 года футболист готовился к новому сезону с основной командой клуба. Первый матч сыграл 4 марта 2019 года в рамках Кубка ирландской лиги против клуба «Атлон Таун». Свой первый матч в рамках чемпионата сыграл 22 марта 2019 года против клуба «Дроэда Юнайтед», выйдя на замену в начале второго тайма. Дебютным результативным действием за клуб отличился 28 июня 2019 года в матче против клуба «Атлон Таун», отдав голевую передачу. На протяжении сезона был одним из основных игроков клуба, чередуя матчи в стартовом составе и со скамейки запасных. По итогу сезона вместе с клубом занял итоговое седьмое место в чемпионате.

### «Бернли»
В феврале 2021 года футболист перешёл в английский клуб «Бернли», присоединившись к молодёжной команде. В апреле 2022 года футболист стал привлекаться к играм с основной командой клуба, однако по итогу сезона так и не вышел на поле, а сам клуб вылетел в Чемпионшип. После удачных сезонов в молодёжной команде в июне 2022 года подписал с клубом новый контракт. Дебютировал за клуб 29 июля 2022 года в матче против клуба «Хаддерсфилд Таун», выйдя на поле в стартовом составе. Успел сыграть за клуб всего лишь 4 матча и в сентябре 2022 года выбыл из-за полученной травмы на большую часть первой половины сезона.

#### Аренда в «Брэдфорд Сити»
В январе 2023 года футболист на правах арендного соглашения присоединился к английскому клубу «Брэдфорд Сити». Дебютировал за клуб 14 января 2023 года в матче против клуба «Уимблдон», выйдя на поле в стартовом составе. Первым результативным действием за клуб отличился 11 марта 2023 года в матче против клуба «Ньюпорт Каунти», отдав голевую передачу. По итогу сезона вместе с клубом закончил чемпионат на итоговом шестом месте, отправившись в стыковые матчи плей-офф на повышение в классе, в которых сам футболист не принимал участие. По окончании срока арендного соглашения покинул клуб. 

#### Аренда в «Сент-Джонстон»
В августе 2015 года футболист на правах арендного соглашения присоединился к шотландскому клубу «Сент-Джонстон» до конца сезона. Дебютировал за клуб 26 августа 2023 года в матче против «Селтика», выйдя на поле в стартовом составе. Дебютный гол за клуб забил 30 сентября 2023 года в матче против клуба «Ливингстон». На протяжении первой половины сезона футболист был одним из ключевых игроков шотландского клуба, отличившись своим единственным забитым голом. В декабре 2023 года футболист был отозван из аренды назад в «Бернли».

#### Аренда в «Данди»
В январе 2024 года футболист на правах арендного соглашения присоединился к шотландскому клубу «Данди» до конца сезона. Дебютировал за клуб 20 января 2024 года в матче Кубка Шотландии против клуба «Килмарнок», выйдя на поле в стартовом составе. Первый матч в чемпионате футболист сыграл 23 января 2024 года против клуба «Харт оф Мидлотиан», выйдя на поле в стартовом составе и отличившись первой результативной передачей.

## Международная карьера
В июне 2023 года футболист получил вызов в молодёжную сборную Ирландии. Дебютировал за сборную 16 июня 2023 года в товарищеском матче против сборной Украины.